# Пекфиц
Пекфиц (њем. Peckfitz) општина је у њемачкој савезној држави Саксонија-Анхалт. Једно је од 40 општинских средишта округа Алтмарк Салцведел. Према процјени из 2010. у општини је живјело 154 становника. Посједује регионалну шифру (AGS) 15081405.

## Географски и демографски подаци
Пекфиц се налази у савезној држави Саксонија-Анхалт у округу Алтмарк Салцведел. Општина се налази на надморској висини од 57 метара. Површина општине износи 5,9 km². У самом мјесту је, према процјени из 2010. године, живјело 154 становника. Просјечна густина становништва износи 26 становника/km².